# Miranka
Miranka (biał. Міранка, Miranka; ros. Миранка, Miranka) – wieś na Białorusi, w obwodzie grodzieńskim, w rejonie korelickim, w sielsowiecie Mir. Graniczy z Rezerwatem Hydrologicznym Miranka.

## Historia
W XIX i w początkach XX w. osada młynarska i karczemna położona w Rosji, w guberni mińskiej, w powiecie nowogródzkim.
W dwudziestoleciu międzywojennym osada młynarska Miranka i zaścianek Miranka Stara leżące w Polsce, w województwie nowogródzkim, w powiecie stołpeckim, w gminie Mir. W 1921 osada młynarska liczyła 20 mieszkańców, zamieszkałych w 3 budynkach, wyłącznie Polaków. 11 mieszkańców było wyznania prawosławnego, 8 rzymskokatolickiego i 1 ewangelickiego. Zaścianek liczył zaś 67 mieszkańców, zamieszkałych w 11 budynkach, w tym 55 Polaków i 12 Białorusinów. 48 mieszkańców było wyznania prawosławnego, 18 rzymskokatolickiego i 1 ewangelickiego.
Po II wojnie światowej w granicach Związku Sowieckiego. Od 1991 w niepodległej Białorusi.